# 第二次伊德利卜省冲突
第二次伊德利卜省冲突是由叙利亚政府军发起的针对反对派武装的攻势，旨在于联合国促成的停火协议生效前在该地区对反对派武装形成优势。叙利亚官方宣称依照停火协议，政府军将在4月14日开始停火。

## 背景
本尼什镇（Binnish）在叙利亚内战爆发以来一直是一个反对派重镇。该镇已经被叙利亚自由军接管。在2012年3月，叙利亚政府军发动攻势突袭了伊德利卜。早在3月23日，有报道显示本尼什镇将成为叙利亚政府军的下一个目标。本尼什镇位于山上，所以政府军对于该镇比较难开展突袭。

## 行动经过
4月1日，据报道叙利亚自由军由于在火力上难以和政府军抗衡，所以他们开始自制炸弹以抵御政府军的进攻。
到了4月3日，叙利亚政府军已经重新夺回了Sarmin镇。CNN报道称叙利亚政府军正使用坦克和直升机进攻陶姆镇（Taoum）、本尼什镇和塔夫塔纳兹镇（Taftanaz）。
4月4日，叙利亚政府军仍在对本尼什和塔夫塔纳兹进行炮击。据报道当地居民逃离了本尼什镇，但没有逃离塔夫塔纳兹镇，因为该镇被政府军团团包围。据报道在塔夫塔纳兹镇有20人丧生。
4月5日，叙利亚政府军宣布暂停在塔夫塔纳兹镇的军事行动，以便当地居民搜集和埋葬死者。美国驻叙利亚大使罗伯特·福特搜集的照片显示叙利亚正规军在攻占塔夫塔纳兹镇之后撤出了该镇，之后占领了临近的小镇Zardana。
4月6日，叙利亚政府军开始炮击Killi村。
有报道称截至4月7日，在塔夫塔纳兹镇和Killi村有至少100人在军事行动中丧生。
4月8日，叙利亚政府军出动90辆坦克，在直升机的支援下突袭了al-Rouge地区，当地有叙利亚自由军被政府军包围。政府军还炮击了位于当地的al-Bashiriyah村。
4月12日，在持续2个多小时的冲突之后，政府军占领了Khirbet al-Joz村。